# استجابة حركية الدم

وظيفة الاستجابة الديناميكية الدموية الاعتيادية (HRF). يشير المبيان إلى فترة مكثفة وجيزة من تحفيز الخلايا العصبية، مما يتطلب زيادة تدفق الدم والمغذيات. ومع تلبية احتياجات النشاط العصبي، يعود تدفق الدم إلى مستويات الاستتباب

في ديناميكا الدم، يجب على الجسم الاستجابة للأنشطة الفيزيائية، ودرجة الحرارة الخارجية وغيرها من العوامل من خلال ضبط تدفق الدم والحفاظ على حالة الاستتباب لإيصال المواد التغذوية مثل الأكسجين والجلوكوز إلى الأنسجة والسماح لها بأداء وظيفتها. تسمح استجابة حركية الدم (إتش آر) بالإيصال السريع للدم من إلى الأنسجة العصبونية النشطة. يستهلك الدماغ كميات كبيرة من الطاقة إلا أنه لا يحتوي على ركائز مخزنة للطاقة. نظرًا إلى استمرار العمليات العليا في الدماغ بشكل شبه دائم، يُعد تدفق الدم القشري أساسيًا للمحافظة على العصبونات، والخلايا النجمية وغيرها من خلايا الدماغ. يُشار إلى الاقتران بين النشاط العصبوني وتدفق الدم أيضًا باسم الاقتران الوعائي العصبية.

## المضاعفات
تحدث استجابة حركية الدم عبر التوصيل السريع للدم إلى النسج العصبونية النشطة. تظهر المضاعفات المتعلقة بهذه الاستجابة في متلازمات الشريان التاجي الحادة وفرط ضغط الدم الشرياني الرئوي. تؤدي هذه المضاعفات إلى تغير في تنظيم تدفق الدم إلى الدماغ، يؤثر هذا بدوره على كمية الجلوكوز والأكسجين الواصلة إلى العصبونات، ما قد يحمل العديد من العواقب الخطرة التي لا تطال تأثيراتها وظيفة الجهاز العصبي فحسب، بل تؤثر أيضًا في جميع العمليات الوظيفية التابعة لأجهزة الجسم المختلفة.

### متلازمة الشريان التاجي الحادة
تعمل حالات العدوى الحادة، مثل ذات الرئة المكتسب من المجتمع (سي إيه بّي)، كمحرض لحدوث متلازمات الشريان التاجي الحادة (إيه سي إس). تنتج أعراض متلازمة الشريان التاجي الحادة عن انسداد الشرايين التاجية. نتيجة لهذا الانسداد، يحدث العديد من المضاعفات التخثرية في مواقع لويحات التصلب العصيدي. يتمثل العرض الأكثر شيوعًا المستخدم في التشخيص في ألم الصدر، الذي يترافق مع الغثيان والتعرق. يشمل العلاج عادة الأسبرين، والكلوبيدوغريل والنيتروغليسريرين، بالإضافة إلى المروفين في حال استمرار ألم الصدر. تشير الدراسات الأخيرة إلى دور عدوى الجهاز التنفسي الحادة كمحرض لحدوث «إيه سي إس». يمتلك هذا بدوره العديد من الآثار التخثرية وتأثيرات حركية الدم الكبيرة.
تنجم هذه الآثار عن تجلط الدم، الذي تكبحه عادة البطانة الوعائية من خلال التعبير عن العوامل المضادة للتخثر الموجودة على سطحها. يؤدي الإنتان، الذي يسبب اضطراب خلايا البطانة الوعائية وتعرضها للاستماتة، إلى تحول البطانة الوعائية نحو النمط الظاهري المحفز للتخثر. يعزز هذا بدوره التصاق الصفيحات الدموية وتجمعها. علاوة على ذلك، قد تلعب هذا الآثار التخثرية دورًا هامًا في التطور المرضي لمتلازمات الشريان التاجي الحادة بمجرد حدوث اضطراب في سطح اللويحات. يرتبط الإنتان أيضًا بشكل وثيق مع التغيرات الحركية الدموية. ينخفض ضغط التروية الشريانية التاجية بدوره في حالات توسع الأوعية المحيطي، ما يسبب انخفاض ضغط الدم وضعف الانقباضية العضلية. يحرض الخلل الوظيفي للبطانة الوعائية حدوث الانقباض الوعائي التاجي. ينجم ذلك عن تحرير الكاتيكولامين وعن العدوى. تسبب حالات العدوى الشديدة إلى زيادة الطلب الاستقلابي القلبي ونقص الأكسجة. ينخفض تأثير الاستجابة الحركية الدموية على النسج العصبونية النشطة عند افتقار هذه النسج العصبية للأكسجين الكافي. يؤدي جميع هذه الاضطرابات إلى زيادة احتمالية الإصابة بمتلازمات الشريان التاجي الحادة، إذ يرجع ذلك إلى تمزق اللويحات التاجية وتخثرها. بشكل عام، تنتج متلازمات الشريان التاجي الحادة عن تلف الشرايين التاجية الناتج عن التصلب العصيدي، تتمثل بالتالي الوقاية الأولية من هذا المرض في منع التصلب العصيدي من خلال السيطرة على عوامل الخطر. يشمل هذا النظام الغذائي الصحي، والتمارين الرياضية المنتظمة والتحكم في مستويات الكولسترول.

### فرط ضغط الدم الشرياني الرئوي
فرط ضغط الدم الرئوي (بّي إيه إتش) هو أحد الأمراض المستهدفة للشرايين الرئوية الصغيرة والناجمة عادة عن أكثر من آلية واحدة. يشمل هذا ذات الرئة، وحالات العدوى الطفيلية، ومخدرات الشوارع المسببة لانقباض الأوعية الدموية، مثل الكوكايين والميثامفيتامين، وغيرها الكثير. تؤثر العوامل الوسيطة النشطة في الأوعية، مثل أكسيد النتريك والبروستاسكلين، إلى جانب فرط المقبضات الوعائية على التوتر الوعائي وتحرض إعادة النمذجة الوعائية. يؤدي فرط ضغط الدم الرئوي إلى ارتفاع ضغط الدم في الشرايين الرئوية، ما يسبب ضيق التنفس، والدوار، والإغماء، ونفث الدم في حالات نادرة وغيرها من الأعراض. قد يتطور شكل شديد من مرض فرط ضغط الدم الرئوي متسببًا في انخفاض قدرة تحمل التمارين، وفي النهاية فشل القلب. ينطوي هذا المرض على انقباض الأوعية الدموية المتصلة بالرئتين وتلك الموجودة داخلها. نتيجة لذلك، يواجه القلب صعوبة في ضخ الدم عبر الرئتين، بالإضافة إلى تعرض الأوعية الدموية في النهاية للتليف. تسبب زيادة الحمل الدموي على القلب أيضًا تضخم البطين الأيمن، ما يؤدي إلى انخفاض ضخ الدم عبر الرئتين وانخفاض كمية الدم في الجانب الأيسر من القلب. نتيجة لكل مما سبق، يواجه الجانب الأيسر من القلب صعوبة في ضخ كمية كافية من الأكسجين إلى بقية أنحاء الجسم، ما يؤدي بدوره إلى تدهور تأثير الاستجابة الحركية الدموية. يسبب تدهور الاستجابة الحركية الدموية بدوره تراجع القدرة على تحمل التمارين لدى المرضى المصابين بفرط ضغط الدم الرئوي. يمكن تسجيل شدة الخلل الوظيفي الديناميكي الدموي لدى مرضى «بّي إيه إتش» خلال التمارين المتصاعدة باستخدام اختبار التمارين القلبية الرئوية (سي بّي إي تي) و/أو تخطيط القلب بالمعاوقة (آي سي جي). علاوة على ذلك، لا يوجد أي علاجات حالية مستخدمة في علاج فرط ضغط الدم الرئوي، لكن يوجد بعض الخيارات العلاجية المساعدة في إطالة فترة بقاء الأشخاص المصابين بهذا المرض بالإضافة إلى تحسين جودة حياتهم. تشمل بعض هذه العلاجات العلاج الأساسي، وحاصرات قنوات الكالسيوم والعلاج بالبروستاسكلين. قد يساهم العلاج الأساسي في العديد من التحسينات السريرية الكبيرة لدى المرضى المصابين بفشل القلب الأيمن من خلال إعطائهم العلاج المدر للبول. يساعد هذا العلاج على خفض التحميل الأسبق للبطين الأيمن. بالإضافة إلى ذلك، تساهم حاصرات قنوات الكالسيوم عالية الجرعة بين المرضى المستجيبين لهذا العلاج في إطالة فترة بقائهم وتحسين الديناميكيات الدموية الرئوية. تسبب حاصرات لقنوات الكالسيوم تراجعًا في تضخم البطين الأيمن. من ناحية أخرى، يساهم العلاج بالبروستاسكلين في إطالة فترة البقاء عبر حث استرخاء العضلات الملساء الوعائية. يحفز هذا إنتاج «إيه إم بّي» الدوري (سي إيه إم بّي)، الذي يعمل على تثبيط نمو خلايا العضلات الملساء.
بشكل عام، يمثل التوتر الشرياني الرئوي ومتلازمات الشريان التاجي الحادة مثالين من مجموعة أكبر من الأمراض المسببة لنقص الأكسجة في النسج العصبية، ما يؤدي بدوره إلى تدهور الاستجابة الحركية الدموية وينتهي بموت العصبونات. يحفز نقص الأكسجة المطول موت العصبونات عبر الموت الخلوي المبرمج. يؤدي الخلل الوظيفي في الاستجابة الحركية الدموية إلى افتقار النسج العصبية النشطة الطاقة اللازمة لنقل الإشارات نتيجة زوال استقطابها، إذ ينجم ذلك عن إعاقة التدفق الدموي. يؤثر هذا على العديد من الوظائف في الجسم مسببًا العديد من الأعراض الشديدة والخطيرة.

### أمراض تعطل استجابة حركية الدم

#### مرض آلزهايمر
يتميز هذا المرض بتراكم بروتين ببتيد بيتا النشواني في الدماغ. يسبب هذا في النهاية انخفاض الاستجابة الحركية الدموية وانخفاض تدفق الدم إلى الدماغ. يؤدي انخفاض تدفق الدم القشري إلى موت الخلايا العصبونية جراء نقص الأكسجين والجلوكوز إلى جانب انخفاض قدرة الدماغ على التخلص من ببتيد بيتا النشواني. تتعرض الأجزاء البروتينية للتفكيك في الدماغ السليم القذي يتخلص منها. تتراكم هذه الأجزاء لدى مرضى آلزهايمر مشكلة لويحات صلبة غير قابلة للذوبان مسببة انخفاض تدفق الدم. يشترك نوعان من البروتينات في تراكم ببتيد بيتا النشواني: عامل الاستجابة للمصل أو «إس آر إف» والميوكاردين. يحدد هذان البروتينان سوية حدوث تقلص العضلات الملساء للأوعية الدموية أو عدم حدوثه. يرتفع نشاط «إس آر إف» والميوكاردين في أدمغة الأشخاص المصابين بمرض آلزهايمر. يؤدي نشاط هذين البروتينين إلى تنشيط «إس آر إي بي بّي 2» الذي يثبط بدوره «إل آر بّي – 1». يساعد «إل آر بّي – 1» الدماغ على التخلص من ببتيد بيتا النشواني. نتيجة لذلك، يسبب نشاط «إس آر إف» والميوكاردين تراكمًا في بروتين ببتيد بيتا النشواني ما يؤدي في النهاية إلى انخفاض التدفق الدموي في الدماغ جراء تقلص الأوعية الدموية.

#### نقص التروية
قد يؤدي انخفاض الدورة الدموية في النظام الوعائي للدماغ نتيجة سكتة دماغية أو إصابة ما إلى حالة معروفة باسم نقص التروية. قد ينجم انخفاض تدفق الدم عمومًا عن الخثار ما يسبب انسدادًا كاملًا أو جزئيًا للأوعية الدموية، أو انخفاض ضغط الدم في الدورة الدموية الجهازية (وبالتالي في الدماغ) أو السكتة القلبية. يؤدي انخفاض تدفق الدم في الجهاز الوعائي القشري في بعض الحالات إلى تراكم الفضلات الاستقلابية التي تخلفها العصبونات وخلايا الدبق العصبي وانخفاض الأكسجين والجلوكوز الذي يصل إلى هذه الخلايا. نتيجة لذلك، قد يحدث كل من فشل الطاقة الخلوي، وزوال استقطاب أغشية العصبونات وخلايا الدبق العصبي، والاستسقاء وفرط تحرير النواقل العصبية وأيونات الكالسيوم. يؤدي هذا في النهاية إلى الموت الخلوي، إذ تموت الخلايا نتيجة افتقار العناصر التغذوية الضرورية لعلمية الاستقلاب بالإضافة إلى بيئة الدماغ السامة المليئة بالجذور الحرة والأيونات الزائدة التي تساهم في تلف وظيفة العضية الخلوية الطبيعية.

## روابط خارجية
- رسم متحرك للاقتران العصبي الوعائي